# Granger, Iowa
Granger är en ort i Dallas County, och Polk County, i Iowa. Orten har fått sitt namn efter järnvägsfunktionären Ben Granger. Vid 2010 års folkräkning hade Granger 1 244 invånare.